# Arena Lviv
Arena Lviv er et fodboldstadion i den ukrainske by Lviv, med en tilskuerkapacitet på 34.915 siddepladser.
Stadionet blev anvendt til gruppekampe ved Europamesterskabet i fodbold 2012, og har siden 10. december 2011 været hjemmebane for fodboldklubben FC Karpaty Lviv.
Etableringen startede 20. november 2008, og stod færdigt den 29. oktober 2011. Den første fodboldkamp blev spillet 15. november 2011, da Ukraine mødte Østrig i en venskabskamp.

## UEFA Euro 2012
Arena Lviv var ét af otte stadioner der blev anvendt under Europamesterskabet i fodbold 2012. Tre kampe i gruppe B skulle spilles i Lviv.
- 9. juni 2012 / Tyskland – Portugal
- 13. juni 2012 / Danmark – Portugal
- 17. juni 2012 / Danmark – Tyskland